# Spanakopita

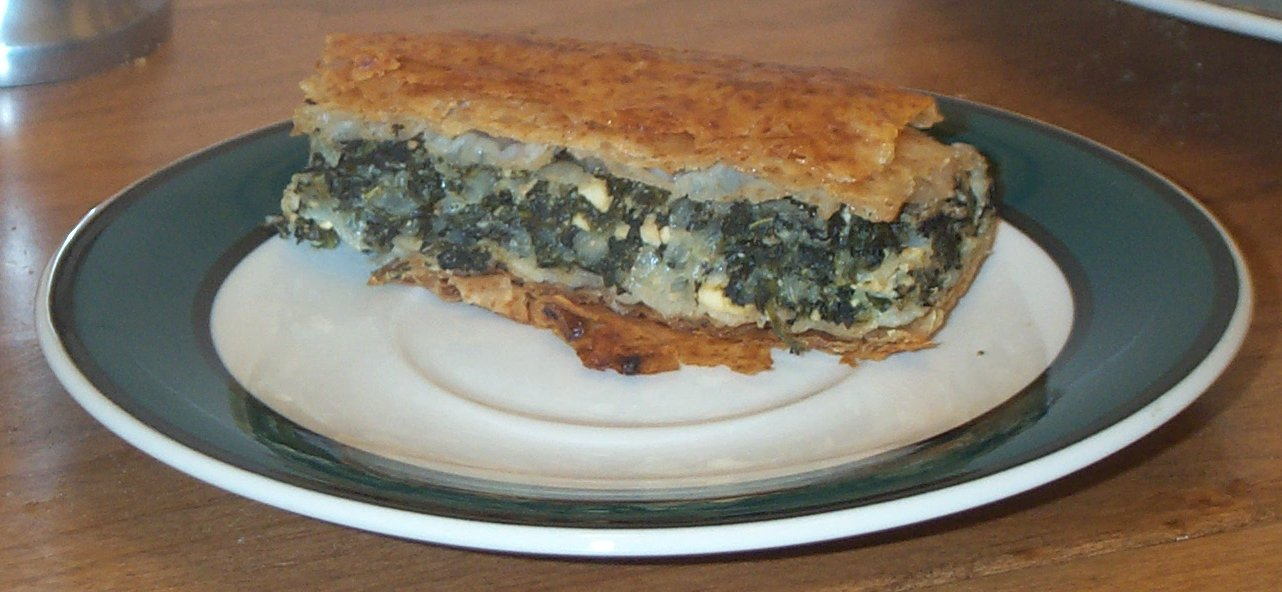
Una porción de spanakopita.

El spanakopita (σπανάκοπίτα, del griego σπανάκι, ‘espinacas’, y πίτα, ‘tarta’) es un pastel salado griego relleno de espinaca troceada, queso feta (a veces mezclado con ricota, que es más barato), cebolla o cebolleta, huevo y condimentos varios. El relleno se envuelve en capas de masa filo untada con mantequilla o aceite de oliva, y se cocina en una sartén grande cortándose luego en porciones para servirlo, o se envuelven en raciones triangulares individuales (véase burek). El spanakopita es de color dorado cuando se cocina, acentuándose gracias a la mantequilla y la yema de huevo. El queso feta puede mezclarse o sustituirse por otros quesos blancos o frescos, preferiblemente salados.
Suele tomarse como aperitivo en Grecia, siendo una alternativa al tiropita, y también como desayuno. Hay una versión de ayuno (vegana), que se toma durante la Gran Cuaresma y otras fiestas religiosas, y que incluye espinaca, cebolla o cebolleta y otras hierbas como pepinillo, perejil o apio, aceite de oliva y un poco de harina de trigo, excluyendo el huevo y los productos lácteos.
El spanakopita es parecido a la torta pasqualina, una receta tradicional de Liguria (Italia), que es muy común en Argentina y Uruguay, a donde llegó con los emigrantes italianos a finales del siglo XIX.